# Вулиця Туган-Барановського (Львів)
Вулиця Туган-Барановського — вулиця у Личаківському районі міста Львова, в місцевості Личаків. Сполучає вулиці Пекарську і Тершаковців. Прилучається вулиця Олександра Кониського.

## Історія
З-під Високого замку йшла дорога (нинішні вулиці Кривоноса, Гуцульська, Лисенка, Тараса Бобанича, Ігоря Дашка), що вела до вулиці Пекарської. Її продовженням була дорога, що біля наріжника бастіону зовнішньої лінії оборони Львова відходила від іншої сторони вулиці Пекарської. Через декілька десятків метрів вона повертала майже на 90° і вела до оселі на Псячому ринку. Там наприкінці XVII століття був закладений монастир сакраменток, після чого дорога обходила з півдня ґрунти монастиря і йшла далі під гору Шуманівку. Від монастиря її стали звати Дорогою сакраменток, До сакраменток. Біля монастиря від неї відходила до дороги На Рурах інша дорога (нинішня вулиця Тершаковців).
З розвитком структури вулиць міста на основі дороги була сформована вулиця, за якою закріпили назву Сакраменток (1825). Її перейменували 1944 році на вулицю Чкалова, на честь радянського льотчика-випробувача Валерія Чкалова. Сучасна назва вулиці походить з 1992 року на пошану українського економіста, Генерального секретаря (міністра) УНР Михайла Туган-Барановського.

## Забудова
В архітектурному ансамблі вулиці Туган-Барановського присутні стилі бароко, класицизму, історизму, модерну, типові будівлі 1960-х, 1970-х років, новобудови 2000-х років. Декілька будинків внесено до реєстру пам'яток архітектури місцевого значення.
№ 2 — в будинку на початку 1880-х років мешкали львівські будівничі Адольф Мінасевич та Юзеф Вєдень. За проєктом Мінасевича, ймовірно створеним ще 1881 року, проходила перша фаза реконструкції костелу монастиря сакраменток у Львові у 1884—1887 роках. Здійснено добудову необарокової вежі, заміну даху, можливо також перебудовано склепіння.
№ 6 — дошкільний навчальний заклад № 7 «Ясочка» Львівської міської ради Львівської області.
№ 7 — будівля колишньої жіночої вчительської семінарії, споруджена у 1895—1900 роках за проєктом архітектора Григорія Пежанського. Семінарія заснована 1871 року. При семінарії діяли дві чотирикласних школи: одна — з польською мовою викладання, а інша — з руською (українською) мовою викладання. На початку 1900/1901 навчального року семінарія переїхала у нове приміщення на тодішній вул. Сакраменток. У 1916 році директором навчального закладу був Тадеуш Мандибур. У 1920-х роках семінарії присвоєно ім'я Адама Асника, польського поета і драматурга XIX століття. Від 1933 року — державний педагогічний ліцей № 2 (жіночий). 1939 року ліцей реорганізовано в Педагогічну школу № 1, яка готувала вчителів І-IV класів. У 1946 році відкрито заочне відділення за цією ж спеціальністю. У 1948 році школа набула статусу Львівського педагогічного училища № 1. У цей самий час тут також містилася початкова школа № 29 Міського відділу Народної освіти. У 1957—1969 роках в училищі функціонувало музично-педагогічне відділення, трансформоване згодом у Педагогічне училище № 2, а ще пізніше реорганізоване у Львівське музично-педагогічне училище імені Філарета Колесси. У 1996 році, згідно з рішенням сесії Львівської обласної ради народних депутатів від 1 грудня 1995 року та Розпорядження голови Львівської облдержадміністрації від 29 січня 1996 року № 98 до Педагогічного училища приєднано Львівське музично-педагогічне училище імені Філарета Колесси. 1999 року на базі Львівського педагогічного училища № 1 створено новий структурний підрозділ Університету на правах факультету — педагогічний коледж Львівського національного університету імені Івана Франка. В жіночій вчительській семінарії у 1910—1913 роках викладав український поет Осип Маковей, про що сповіщає меморіальна таблиця (скульптор Олег Капустяк) встановлена на фасаді будинку. Будинок внесений до Реєстру пам'яток архітектури місцевого значення під охоронним № 1090-м.
№ 8 — в будинку у 1944—1956 роках містився військкомат Сталінського району м. Львова, у 1956—1989 роках — обласний штаб студентських будівельних загонів, нині тут житловий будинок.
№ 9 — вілла початку XX століття, зведена у закопанському стилі. 2014 року на місці вілли споруджений житловий семиповерховий житловий будинок з вбудованими приміщеннями комерційного призначення та підземним паркінгом на 19 паркомісць та приміщеннями комерційного призначення. В одному з комерційних приміщень на першому поверсі будинку міститься медичний центр «Салютас».
№ 9а — п'ятиповерховий житловий будинок, споруджений у 1964 році. На першому поверсі будинку міститься магазин взуття «Футбольний ексклюзив», в приміщенні цокольного поверху облаштована крамниця «Грузинський вулик». 
№ 10 — будівлю спорудили у 1934—1935 роках за спільним проєктом архітекторів Вавжинця Дайчака та Мечислава  Штадлера для потреб Державної торгової школи на місці старих дров'яних складів. Запланована у проєкті Вавжинця Дайчака статуя Меркурія на головному фасаді будівлі з'явилася тут значно пізніше від спорудження. У другій половині 1930-х років школа реорганізована в Академію міжнародної торгівлі. Запроєктована архітектором статуя Меркурія на головному фасаді будівлі з'явилася тут лише у 1937—1938 роках. Будівлю частково реконструйовано у 1960 році за корективами архітектора Л. Тимченка. Традиція фінансового навчального закладу продовжується: у радянські часи тут був Львівський інститут радянської торгівлі, від 1947 року — львівський Львівський торговельно-економічний інститут, у нинішній час — Львівська комерційна академія, а від 2016 року — Львівський торговельно-економічний університет. До 1939 року тут працювали визначні польські вчені та освітні діячі: Антоній Павловський, Павло Постел, Казимир Петиняк-Санецький, Евгеніуш Ромер, Францішек Томанек, Август Ціргоффер, Станіслав Павловський, Теофіль Сейферт, Юліан Чижевський, Генрик Корович, Казимир Ігнатович, Стефан Гурняк, Станіслав Рузевич. Упродовж 1939—1941 років в академії викладав український хімік та громадський діяч Петро Франко, про що сповіщає меморіальна таблиця, встановлена 1990 року на фасаді будівлі. Будинок внесений до Реєстру пам'яток архітектури місцевого значення під охоронним № 382-м. У 2021 році в межах програми «100 років модернізму у Львові» Бюро спадщини ознакувало будинок інформаційною табличкою.
До 1939 року до вул. Сакраменток належали колишній костел та монастир сестер сакраменток, будівлі яких мали № 11 та № 11а відповідно. Наприкінці 1950-х років від колишньої площі Сакраменток через монастирські сади була прокладена вулиця, яка сполучила вулиці Марченка та Пекарську. Відтоді монастирський комплекс змінив свою адресу на вул. Марченка, 11, 11а (теперішня вулиця Тершаковців). В цих приміщеннях за радянських часів функціював клуб Львівського зооветеринарного інституту.
№ 12 — будинок внесений до Реєстру пам'яток архітектури місцевого значення під охоронним № 1682-м.
№ 13 — гуртожиток Зооветеринарного інституту, споруджений у 1970-х роках на західній частині Вороблячого ставу.
№ 14 — триповерхова чиншова кам'яниця збудована 1888 року за проєктом архітектора Івана Левинського в стилі історизму перед палацом XVIII століття, що належав родині Млоцьких. 1904 року ділянку з палацом і кам'яницею викупила юдейська родина Рогатинів. Вони оселилися у чиншовій кам'яниці, а палац розібрали. 1913 року на замовлення Маркуса Рогатина була проведена реконструкція чиншового будинку з улаштуванням ванних кімнат за проєктом Марека Френкеля. У партерному приміщенні, справа від входу на початку 2000-х років облаштоване кафе «Східна кухня». Будинок внесений до Реєстру пам'яток архітектури місцевого значення під охоронним № 383-м.
№ 16 — в будинку упродовж 1926—1939 років містилася приватна гімназія № 11, директоркою та власницею якої була Юзефа Ґолдблатт-Каммерлінг. Навчальний заклад заснований 1899 року, як шестикласна приватна жіноча школа й до закінчення 1904/1905 навчального року була виключно жіночою і навчалося тут 111 дівчат: 110 польок, 1 русинка, а за віросповіданням: 5 римокатоличок, 1 грекокатоличка та 105 юдейок. На початку нового 1905/1906 навчального року у школі відкрився один чоловічий клас і відтоді вона стала восьмикласною. На цей навчальний рік записалося до школи 131 дівчина. У міжвоєнний період гімназія мала 14 відділень (за восьмикласною системою), 175 учнів та 243 учениці і всі права громадської середньої школи. Нині тут міститься дошкільний навчальний комплекс «Розумничка». У 2016 році в межах спільного українсько-німецького проєкту «Муніципальний розвиток та оновлення старої частини міста Львова» відреставрована вхідна брама цього будинку.
№ 20 — в будинку упродовж 1940—1950-х років містився трест «Міськкомунжитлобуд», нині — житловий будинок. В одному з приміщень першого поверху міститься львівський офіс туристичної фірми «Навколо світу». За Польщі, у 1910-х роках тут мешкав доктор Зиґмунт Якеш, судовий радник, кавалер австро-угорського золотого хреста з короною «За цивільні заслуги».
№ 22 — в будинку на початку XX століття мешкав Роман Дзеслевський, видатний вчений електротехнік, ректор Львівської Політехніки у 1901—1902 роках, багаторічний член Політехнічного товариства у Львові, засновник електротехнічної секції цього товариства.
№ 24 — в будинку упродовж 1940—1950-х роках містилася школа ФЗН № 8. Нині тут містяться музична школа «Zvook music academy», комплексна ДЮСШ «Колос» та ДЮСШ «Луг».
№ 26 — житловий будинок. Внесений до Реєстру пам'яток архітектури місцевого значення під охоронним № 384-м.
№ 32 — в будинку у міжвоєнний період містилася приватна гімназія № 10, нині — житловий будинок.
№ 34 — одноповерхова вілла кінця XIX століття. На початку XX століття тут мешкали працівник Празького банку Едвард Ружичка та акушерка Пауліна Шолдра.
№ 36 — ділянка на розі вулиць теперішніх Тершаковців та Туган-Барановського утворилася у міжвоєнний період. У середині 1930-х років її придбали Александр, а також Фридерик Шпатц з дружиною Ганею з Зімандів. До того як спорудити власний будинок, у якому також містилися квартири для найму, Шпатци мешкали в орендованих квартирах у будинках неподалік. У грудні 1936 року Шпатци подали на затвердження проєкт чотириповерхового будинку, який розробив архітектор Ришард Гермелін, а розрахунки залізобетонних опор виконав інженер Юзеф Марґулєс. Затвердження від магістрату вони отримали 3 березня та 13 липня 1937 року. Після внесення змін із бічним фасадом, будівельні роботи завершили наприкінці 1937 року. Окремо затверджувався гараж на три авта, який розмістився окремою спорудою (нині не існує). Будинок внесений до Реєстру пам'яток архітектури місцевого значення під охоронним № 385-м та нині виконує житлову функцію. У 2021 році в межах програми «100 років модернізму у Львові» Бюро спадщини ознакувало будинок інформаційною табличкою.

## Світлини

Львівський торговельно-економічний університет (вул. Туган-Барановського, 10)
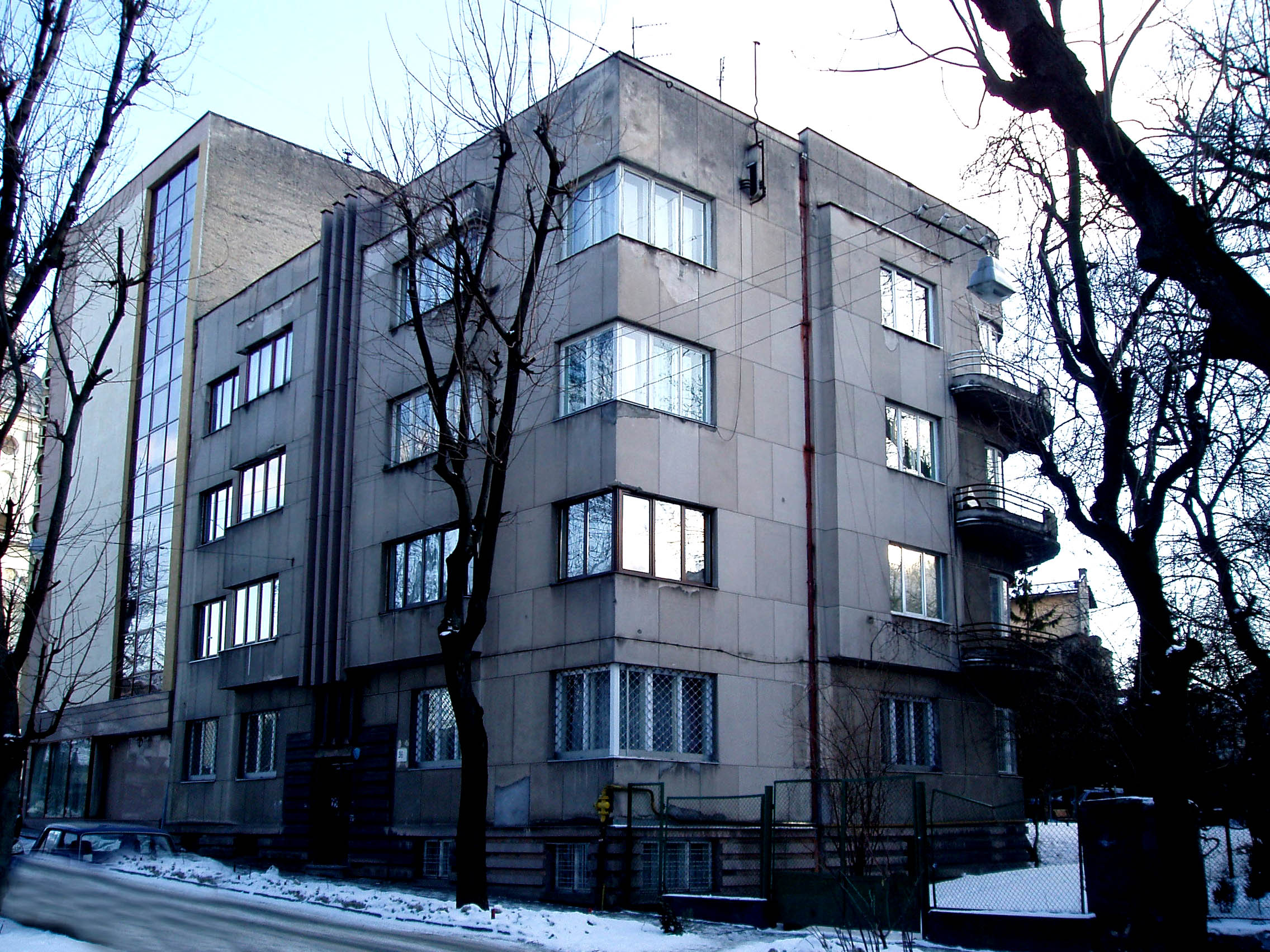
Житловий будинок (вул. Туган-Барановського, 36)
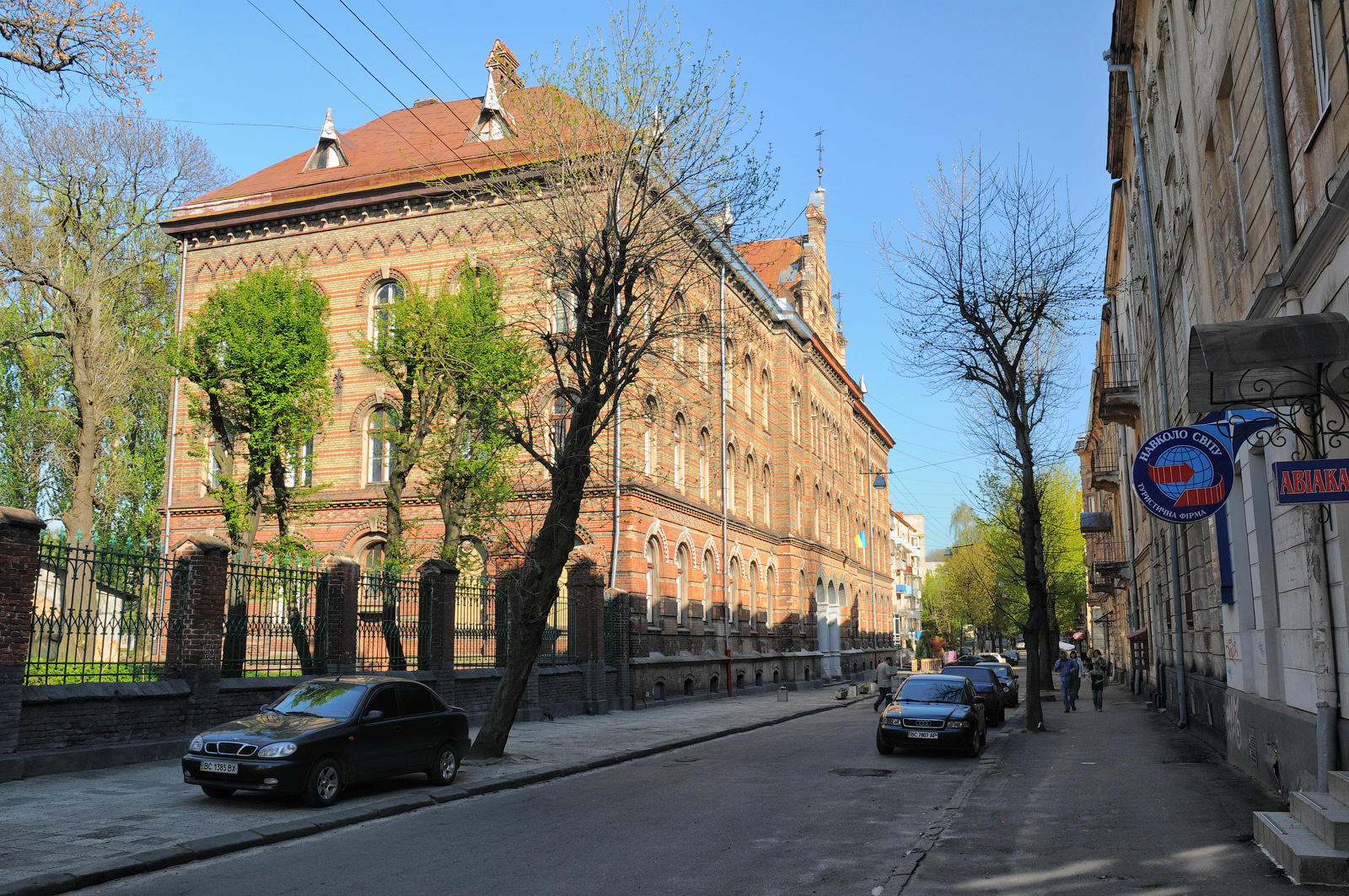
Педагогічний коледж Львівського національного університету імені Івана Франка (вул. Туган-Барановського, 7)
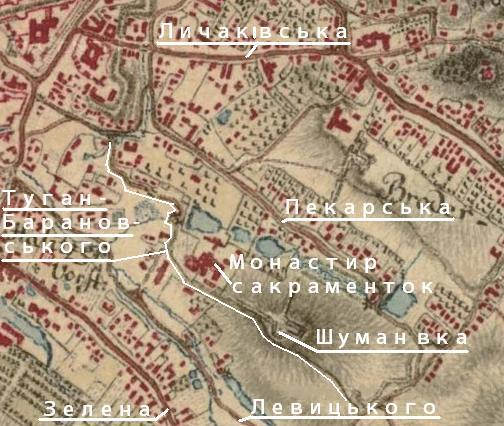
Фрагмент мапи Львова 1783 року